# 달라스 신학교
달라스 신학교(Dallas Theological Seminary, DTS)는 미국 텍사스 댈러스에 있는 복음주의 초교파 신학교이다. 1924년에 설립된 본교는 성경 강해와 강해 설교로 정평이 나 있고, 성경 원어와 원문에 대한 조직적이고 체계적인 교과 과정을 가지고 있다. 대표적인 학위 과정은 4년 동안 진행되는 신학 석사(Th.M.) 과정이다. 